# Диаболеит
Диаболеит — минерал синего цвета с формулой Pb2CuCl2(OH)4. Он был открыт в Англии в 1923 и назван англ. diaboleite, от греч. διά и «болеит», что означает «отличный от болеита». Позже минерал был найден и в других странах.

## Описание

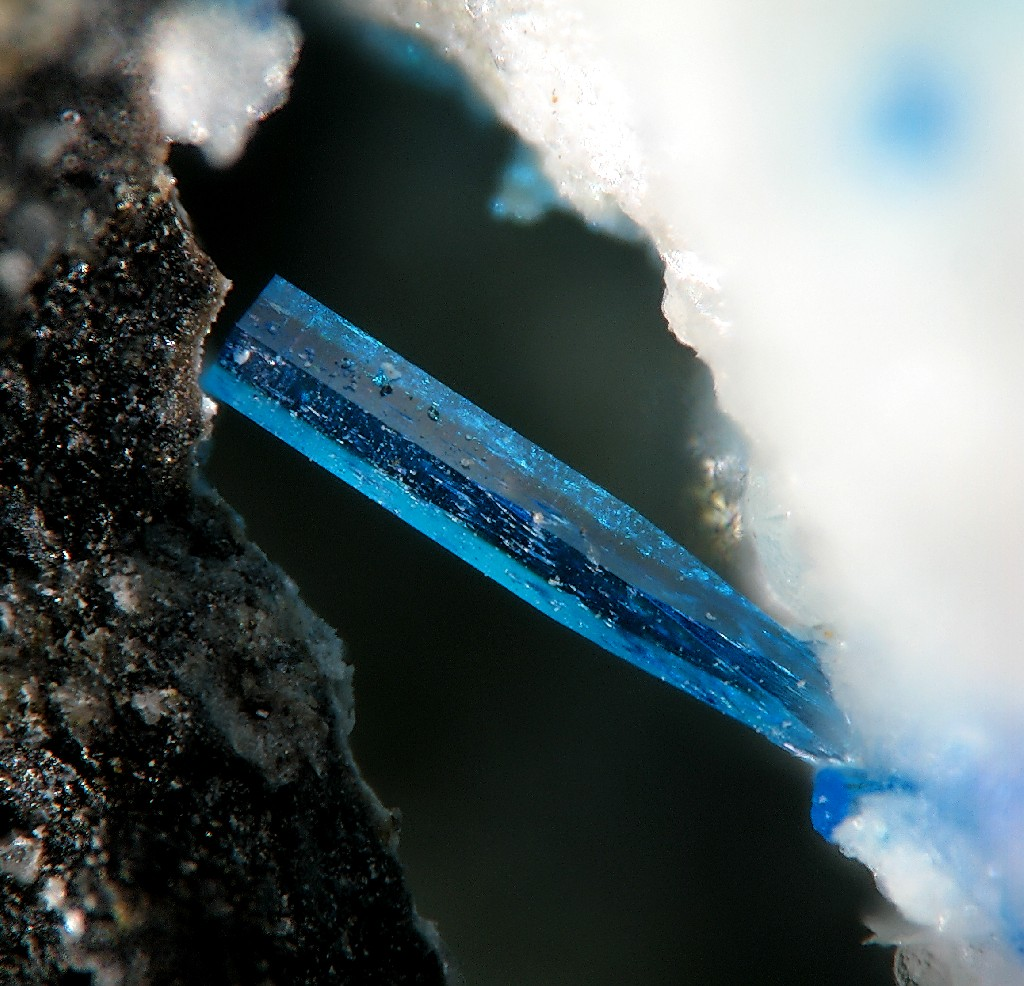
Кристалл диаболеита из района Лавриона (размер менее 1 мм)

Диаболеит имеет насыщенный синий цвет (в отражённом свете — бледно-голубой). Минерал встречается в форме кристаллов пластинчатого габитуса размером до 2 сантиметров, субпраллельных срастаний, либо в виде сплошных зернистых агрегатов.

## Формирование
Найден в рудах окислов марганца, как вторичный минерал, развивающийся по окислам свинца и меди, и в погружённых в морскую воду шлаках. Встречается вместе с атакамитом, болеитом, каледонитом, церусситом, хлороксифитом, гидроцерусситом, ледгиллитом, мендипитом, паратакамитом, фосгенитом и верритом.
В 1986 в ходе исследования были синтезированы кристаллы до 0.18 мм при помощи двух различных методов.

## История
Диаболеит был открыт в 1923 в каменоломне Higher Pitts Mine в Mendip Hills в Сомерсете, в Англии и описан L. J. Spencer и E.D. Mountain.

## Распространение
На 2012 год, диаболеит найден в Австралии, Австрии, Великобритании, Германии, Греции, Иране, Италии, России, США, Франции, Чили, ЮАР. Эталоны хранятся в  Музее естествознания в Лондоне и Национальном музее естественной истории в г. Вашингтон.